# 樂事到
樂事到，是日本純種競賽馬匹。生涯活躍於中距離賽事，曾勝出新潟三歲錦標、京阪盃、兩次小倉紀念及產經賞。

## 出賽前
1996年4月22日出生於北海道早來町（今安平町）北部牧場，成長途中於一口馬主俱樂部Shadai Race Horse Co. Ltd.進行馬主募集。
其後交由栗東訓練中心練馬師橋口弘次郎訓練。

## 競賽生涯

### 3歲（現2歲）
1998年出戰阪神競馬場3歲新馬戰比賽初段維持在第四左右的位置，於彎道處開始加速下成功超越其他對手，最終取得首勝。
其後選擇出戰新潟三歲錦標，本次比賽繼續採用前置戰術，於彎道處稍為抽出外檔下成功望空，最終一舉加速爆發出全場最快末腳速度取得首個分級賽冠軍。
10月24日出戰每日盃三歲錦標，比賽初段留守中後方位置，然而在直路上未能突圍之下沉入馬群之中，最終以第十一大敗。
3個星期後出戰京王盃三歲錦標，本次比賽重拾先行戰術，在約莫第六的位置展開推進，同時一直保持穩定的節奏。進入直路後，其嘗試在中檔位置衝出蠶食其他對手，但一直被同樣位置的梅雄快奔壓制下以第二落敗。
年末挑戰一級賽朝日盃三歲錦標，雖然比賽初段一直位置在第五、六左右的位置，但於通過最後彎道時突然墮後，在直路上亦未能重新加速上前，最終跑獲第九的戰績。

### 4歲（現3歲）
1999年選擇以春季錦標作為首戰，維持在中團附近的位置下在直路不能未能衝刺，僅開始失速下以第十大敗。
其後縮程出戰新西蘭盃四歲錦標，本次比賽採用大後追戰術，初段處於隊伍最後方下僅在直路稍為提速，進入直路後不斷由外檔位置突圍衝刺，最終跑獲一直第四。
5月16日進軍NHK一哩賽，但無法重現前仗的加速力下以第九落敗，增程出戰東京優駿（日本打吡）雖然有些微追勢，但仍然以第六的戰績完賽。
進入秋季後，其以京都新聞盃作為熱身，繼續保持在後方位置等待時機，進入直路後一舉衝大後方展開追擊，最終取得第四的戰績。
11月7日出戰菊花賞，本次比賽處於較前的位置推進，但在直路上未能順利加速，最終一直維持均速狀態下以第十一落敗。
年末選擇出戰三級賽京阪盃，本次比賽重拾後上戰術下一直處於約莫第十五左右的位置等待時機，於彎道處開始抽出外檔望空發力。進入直路後，其瞬間展開衝刺並不斷迫近前方賽駒，最終轟出後600米34.5秒的速度下蠶食所有對手，以1 3/4馬位優勢取得時間1年的勝利。

### 5歲（現4歲）
2000年年初以中山金盃作為目標，於其中展現不俗的速度從後方位置逐步推進，最終以第四完賽。
其後在上半年繼續以一哩中距離賽事作為主軸，但始終未能做出突破，在四場比賽中均未能跑出入板的戰績。
夏季未有休養下選擇出戰北九州紀念，本次比賽處於隊伍後方位置下於最後彎道處逐步透出，直路不斷追擊前方賽駒下最終僅敗於Tunante取得亞軍。
1個月後以小倉紀念作為目標，繼續保持在後方位置留守下於直路瞬間衝出並爆發末腳速度，但仍然未能追上率先透出的Mikki Dance及Embrasser Moi取得第三。
9月9日繼續出戰朝日挑戰盃，雖然其於比賽途中一直以穩定的步伐前進，但未能在直路上扭轉留後的局面下僅跑獲第四的戰績。
入秋後，其以出戰京都大賞典作為起動戰，本次比賽選擇在中團靠後的遮擋位置展開推進，在彎道處逐步尋找位置加速。進入直路後，其在外檔位置展開對前方賽駒的追擊，雖然越過大部份對手，但仍然未能迫近前方纏鬥的好歌劇及成田路，最終以第三名次完賽。
10月下旬選擇挑戰一級賽秋季天皇賞，然而在直路上無法展現以往的衝刺力，最終以第八的戰績完賽。
年末再度以京阪盃作為收官之戰，再度因為後上不及而未能在直路追上率先突圍的城天勇士，最終被對手以1 1/4馬位差距擊敗。

### 5歲[a]
2001年年初出戰日經新春盃但最終以第九落敗，休養一段時間過後縮程出戰都大路錦標，最終跑獲一直第三。
其後選擇出戰葉森盃及北九州紀念，分別以第五及第二完賽。
8月12日出戰小倉紀念，比賽初段在中團位置展開推進，但通過第三彎道後開始上前取位。進入直路後，其繼續以不俗的衝勢展開加速，最終成功力拒對手的壓力取得冠軍。
秋季選擇出戰每日王冠，本次比賽採用後置戰術，保持在中團靠後的第九附近，並在直路上開始加速，但始終未能威脅榮進寶蹄下以第二落敗。
其後選擇出戰一級賽，但在秋季天皇賞及一哩冠軍賽中分別以第九及第七落敗，在年末的鳴尾紀念亦僅跑獲第五。

### 6歲
2002年上半年以產經大阪盃作為首戰，但最終以第四落敗，其後出戰都大路錦標及金鯱賞亦未能跑出表現，分別取得第六及第七。
7月出戰北九州紀念，在約莫第十二的位置展開推進下於彎道處開始發力上前，但在直路上仍然未能跑出最佳表現，被Top Protector拉開下連續三年在此賽事取得亞軍。
1個月後出戰小倉紀念，但在最後彎道逐步墮後下未能展現出明顯的衝勢，最終僅能以第五守住入板的戰績。
放草過後在秋季的產經賞復出，出閘後隨即選擇貼欄並保持在中團位置，在中後段開始尋找位置突圍而出。進入直路後，其在中檔的位置逐步展開對前方賽駒的追擊，以不俗的速度突破，最終成功在混戰之中戰勝Agnes Special、Hot Secret、Toshi the V.及Air Smap取得勝利，同時以2:11.7的完賽時間打破紀錄。
其後進軍秋季天皇賞，但無法於直路縮窄和前方賽駒的距離下以第十二大敗。

### 7歲
2003年上半年繼續出戰各項中長途賽事，但在四場賽事中表現均不佳。
夏季前往小倉紀念，比賽初段位置在靠後的位置，進入直路後在外檔展開衝刺逐步縮窄和前方賽駒的距離，最終在最後一步成功追上Sunrise Shark取得第五個分級賽冠軍。
秋季直接進軍秋季天皇賞，但最終以第八落敗，在11月出戰一哩冠軍賽更以第十三大敗。
完成以上賽事後，陣營決定安排其退役，並在11月28日取消日本中央競馬會的賽駒註冊。

### 詳細賽績
| 日期       | 舉辦國家 | 馬場 | 距離   | 級別 | 賽事名稱           | 負重 | 騎師     | 馬號 | 出馬 | 名次 | 時間   | 頭馬（二馬）         |
| ---------- | -------- | ---- | ------ | ---- | ------------------ | ---- | -------- | ---- | ---- | ---- | ------ | -------------------- |
| 18/7/1998  | 日本     | 阪神 | 草1400 |      | 3歲新馬            | 52   | 高橋亮   | 9    | 9    | 1    | 1:24.4 | （Big Figure）       |
| 6/9/1998   | 日本     | 新潟 | 草1400 | GIII | 新潟三歲錦標       | 53   | 江田照男 | 14   | 15   | 1    | 1:22.9 | （Northern Kapitan） |
| 24/10/1998 | 日本     | 京都 | 草1600 | GIII | 每日盃三歲錦標     | 53   | 高橋亮   | 1    | 12   | 11   | 1:38.2 | Eishin Cameron       |
| 14/11/1998 | 日本     | 東京 | 草1400 | GII  | 京王盃三歲錦標     | 54   | 高橋亮   | 3    | 9    | 2    | 1:22.9 | 梅雄快奔             |
| 13/12/1998 | 日本     | 中山 | 草1600 | GI   | 朝日三歲錦標       | 54   | 高橋亮   | 14   | 14   | 9    | 1:36.3 | 喜高善               |
| 21/3/1999  | 日本     | 中山 | 草1800 | GII  | 春季錦標           | 56   | 高橋亮   | 12   | 16   | 10   | 1:52.9 | Wonder Fang          |
| 25/4/1999  | 日本     | 東京 | 草1400 | GII  | 新西蘭盃四歲錦標   | 56   | 江田照男 | 3    | 18   | 4    | 1:23.7 | Zachariah            |
| 16/5/1999  | 日本     | 東京 | 草1600 | GI   | NHK一哩賽          | 57   | 江田照男 | 12   | 18   | 9    | 1:34.9 | 印安象徵             |
| 6/6/1999   | 日本     | 東京 | 草2400 | GI   | 東京優駿           | 57   | 高橋亮   | 10   | 18   | 6    | 2:26.4 | 愛慕織姬             |
| 17/10/1999 | 日本     | 京都 | 草2200 | GII  | 京都新聞盃         | 57   | 江田照男 | 1    | 18   | 4    | 2:12.7 | 愛慕織姬             |
| 7/11/1999  | 日本     | 京都 | 草3000 | GI   | 菊花賞             | 57   | 江田照男 | 15   | 15   | 11   | 3:08.7 | 成田路               |
| 27/11/1999 | 日本     | 京都 | 草1800 | GIII | 京阪盃             | 55   | 安藤勝己 | 13   | 17   | 1    | 1:46.4 | （Dragon Light）     |
| 5/1/2000   | 日本     | 京都 | 草1600 | GIII | 京都金盃           | 57   | 安藤勝己 | 7    | 16   | 4    | 1:34.5 | 協榮三月             |
| 30/1/2000  | 日本     | 東京 | 草1600 | GIII | 東京新聞盃         | 56   | 高橋亮   | 3    | 16   | 8    | 1:34.3 | 大和巨龍             |
| 14/5/2000  | 日本     | 福島 | 草2000 | GIII | 新潟大賞典         | 56   | 中館英二 | 5    | 16   | 8    | 2:02.2 | Tayasu Meadow        |
| 4/6/2000   | 日本     | 東京 | 草1600 | GI   | 安田紀念           | 58   | 高橋亮   | 7    | 18   | 16   | 1:35.1 | 靚蝦王               |
| 24/6/2000  | 日本     | 阪神 | 草1600 | OP   | 米子錦標           | 56   | 池添謙一 | 7    | 15   | 9    | 1:34.8 | Checkmate            |
| 16/7/2000  | 日本     | 小倉 | 草1800 | GIII | 北九州紀念         | 56   | 高橋亮   | 10   | 14   | 2    | 1:46.4 | Tunante              |
| 13/8/2000  | 日本     | 小倉 | 草2000 | GIII | 小倉紀念           | 56.5 | 高橋亮   | 4    | 14   | 3    | 2:00.0 | Mikki Dance          |
| 9/9/2000   | 日本     | 阪神 | 草2000 | GIII | 朝日挑戰盃         | 57   | 高橋亮   | 8    | 13   | 4    | 1:58.6 | Mikki Dance          |
| 8/10/2000  | 日本     | 京都 | 草2400 | GII  | 京都大賞典         | 57   | 松永幹夫 | 3    | 12   | 3    | 2:26.3 | 好歌劇               |
| 29/10/2000 | 日本     | 東京 | 草2000 | GI   | 秋季天皇賞         | 58   | 松永幹夫 | 5    | 16   | 8    | 2:00.8 | 好歌劇               |
| 25/11/2000 | 日本     | 京都 | 草1800 | GIII | 京阪盃             | 57   | 安藤勝己 | 4    | 18   | 2    | 1:45.4 | 城天勇士             |
| 14/1/2001  | 日本     | 京都 | 草2400 | GI   | 日經新春盃         | 57   | 安藤勝己 | 2    | 11   | 9    | 2:26.7 | 黃金旅程             |
| 13/5/2001  | 日本     | 京都 | 草1600 | OP   | 都大路錦標         | 57   | 安藤勝己 | 2    | 16   | 3    | 1:32.1 | 流行金曲             |
| 10/6/2001  | 日本     | 東京 | 草1800 | GIII | 葉森盃             | 57   | 江田照男 | 14   | 18   | 5    | 1:45.6 | Admire Kaiser        |
| 15/7/2001  | 日本     | 小倉 | 草1800 | GIII | 北九州紀念         | 56   | 小牧太   | 7    | 9    | 2    | 1:48.6 | 榮進寶蹄             |
| 12/8/2002  | 日本     | 小倉 | 草2000 | GIII | 小倉紀念           | 57   | 小牧太   | 11   | 13   | 1    | 2:00.2 | （Tokai Oza）        |
| 7/10/2001  | 日本     | 東京 | 草1800 | GII  | 每日王冠           | 57   | 横山典弘 | 2    | 12   | 2    | 1:45.4 | 榮進寶蹄             |
| 28/10/2001 | 日本     | 東京 | 草2000 | GI   | 秋季天皇賞         | 58   | 横山典弘 | 1    | 13   | 9    | 2:03.6 | 愛麗數碼             |
| 18/11/2001 | 日本     | 京都 | 草1600 | GI   | 一哩冠軍賽         | 57   | 吉田稔   | 7    | 18   | 7    | 1:33.7 | 禪宗勝者             |
| 9/12/2001  | 日本     | 阪神 | 草2000 | GIII | 鳴尾紀念           | 58   | 川原正一 | 11   | 13   | 5    | 2:00.3 | 名將大道             |
| 31/3/2002  | 日本     | 阪神 | 草2000 | GII  | 產經大阪盃         | 57   | 小牧太   | 4    | 14   | 4    | 2:00.0 | 旭日飛駒             |
| 4/5/2002   | 日本     | 京都 | 草1600 | OP   | 都大路錦標         | 58   | 角田晃一 | 6    | 18   | 6    | 1:34.4 | Purple Ebisu         |
| 25/5/2002  | 日本     | 中京 | 草2000 | GII  | 金鯱賞             | 57   | 河內洋   | 11   | 18   | 7    | 1:59.8 | 鶴丸小子             |
| 14/7/2002  | 日本     | 小倉 | 草1800 | GIII | 北九州紀念         | 57   | 芹澤純一 | 11   | 16   | 2    | 1:45.5 | Top Protector        |
| 11/8/2002  | 日本     | 小倉 | 草2000 | GIII | 小倉紀念           | 58   | 小牧太   | 14   | 14   | 5    | 2:00.5 | Aratama Indy         |
| 22/9/2002  | 日本     | 新潟 | 草2200 | GII  | 產經賞             | 57   | 後藤浩輝 | 6    | 13   | 1    | 2:11.7 | （Agnes Special）    |
| 27/10/2002 | 日本     | 中山 | 草2000 | GI   | 秋季天皇賞         | 58   | 後藤浩輝 | 18   | 18   | 12   | 1:59.3 | 吉兆                 |
| 9/3/2003   | 日本     | 中京 | 草2000 | GIII | 中京紀念           | 58   | 中館英二 | 6    | 16   | 8    | 2:01.0 | Tagano My Bach       |
| 6/4/2003   | 日本     | 阪神 | 草2000 | GII  | 產經大阪盃         | 58   | 池添謙一 | 9    | 15   | 9    | 1:59.7 | Tagano My Bach       |
| 26/4/2003  | 日本     | 東京 | 草2400 | OP   | 東京競馬場翻新紀念 | 57   | 柴田善臣 | 13   | 13   | 4    | 2:24.5 | 跳舞城               |
| 18/5/2003  | 日本     | 新潟 | 草2000 | GIII | 新潟大賞典         | 57   | 中館英二 | 12   | 16   | 16   | 1:59.2 | 烈焰快駒             |
| 17/8/2003  | 日本     | 小倉 | 草2000 | GIII | 小倉記念           | 57   | 武幸四郎 | 8    | 11   | 1    | 2:00.7 | （Sunrise Shark）    |
| 2/11/2003  | 日本     | 東京 | 草2000 | GI   | 秋季天皇賞         | 58   | 武幸四郎 | 9    | 18   | 8    | 1:59.0 | 吉兆                 |
| 23/11/2003 | 日本     | 京都 | 草1600 | GI   | 一哩冠軍賽         | 57   | 角田晃一 | 9    | 18   | 13   | 1:34.1 | 多旺達               |

a 由2001年開始，日本跟隨國際馬齡顯示標準，以實歲標記馬匹

## 退役後
退役後，樂事到成為了配種馬，於北海道浦河町社台Stallion Staion荻伏分場休養，在2004年進行配種。首批子嗣於2005年出生。首批子嗣可於2007年出賽。2013年1月12日，Crown Rose在妖精錦標取勝，成為首匹勝出分級賽的子嗣。
2017年7月20日，於配種季過後由配種馬退役，前往北海道岩內町Horse Trust北海道進行養老生活。
2022年11月30日，其因衰老以26歲高齡死亡。

### 主要子嗣

#### 分級賽優勝子嗣
2010年生
- Crown Rose（妖精錦標）

## 血統簡介
父系週日寧靜是美國三冠賽雙料冠軍馬，退役後在日本配種，在日本馬壇相當成功，贏得多項分級賽事，其子嗣贏得巨額獎金，連續12年成為日本冠軍種馬。祖父Halo亦是美國賽駒，曾贏得一級賽冠軍，爲美國冠軍種馬。
母系Rosa Nay為法國賽駒，生涯僅得一勝，但繁殖能力極佳，為日本名門雌系「薔薇一族」的始祖。外祖父利法爾爲美國生產的法國賽駒，出自著名種馬北地舞人系，生涯亦僅得一敗，退役後亦成爲歐洲著名種馬，現以成爲一支獨立系統。

### 血統表
| 父線：週日寧靜系（Halo系）       |                              |                 |               |
| 種馬 週日寧靜 1986年（棕色）     | Halo 1969年（棕色）          | Hail to Reason  | Turn-to       |
| 種馬 週日寧靜 1986年（棕色）     | Halo 1969年（棕色）          | Hail to Reason  | Nothirdchance |
| 種馬 週日寧靜 1986年（棕色）     | Halo 1969年（棕色）          | Cosmah          | Cosmic Bomb   |
| 種馬 週日寧靜 1986年（棕色）     | Halo 1969年（棕色）          | Cosmah          | Almahmoud     |
| 種馬 週日寧靜 1986年（棕色）     | Wishing Well 1975年（棗色）  | Understanding   | Promised Land |
| 種馬 週日寧靜 1986年（棕色）     | Wishing Well 1975年（棗色）  | Understanding   | Pretty Ways   |
| 種馬 週日寧靜 1986年（棕色）     | Wishing Well 1975年（棗色）  | Mountain Flower | Montparnasse  |
| 種馬 週日寧靜 1986年（棕色）     | Wishing Well 1975年（棗色）  | Mountain Flower | Edelweiss     |
| 繁殖雌馬 Rosa Nay 1988年（栗色） | 利法爾 1969年（棗色）        | 北地舞人        | 新北區        |
| 繁殖雌馬 Rosa Nay 1988年（栗色） | 利法爾 1969年（棗色）        | 北地舞人        | Natalma       |
| 繁殖雌馬 Rosa Nay 1988年（栗色） | 利法爾 1969年（棗色）        | Goofed          | Court Martial |
| 繁殖雌馬 Rosa Nay 1988年（栗色） | 利法爾 1969年（棗色）        | Goofed          | Barra         |
| 繁殖雌馬 Rosa Nay 1988年（栗色） | Riviere Doree 1980年（栗色） | 秘書處          | 勇者帝王      |
| 繁殖雌馬 Rosa Nay 1988年（栗色） | Riviere Doree 1980年（栗色） | 秘書處          | Somthingroyal |
| 繁殖雌馬 Rosa Nay 1988年（栗色） | Riviere Doree 1980年（栗色） | Riverqueen      | Luthier       |
| 繁殖雌馬 Rosa Nay 1988年（栗色） | Riviere Doree 1980年（栗色） | Riverqueen      | Riverside     |
| 雌系：Rosa Nay系（號族：1-w）    |                              |                 |               |
| 五代內近親交配：Almahmoud 4×5    |                              |                 |               |

## 命名由來
名字Rosado（ロサード）於西班牙語中帶有玫瑰色之意思，繼承自母系Rosa Nay之名字，香港直接取音譯翻譯為「樂事到」。

## 外部連結
- 樂事到 netkeiba.com （页面存档备份，存于）
- 血統表 （页面存档备份，存于）